# Les Éditions du Portrait
Pour les articles homonymes, voir Portrait (homonymie).
Les Éditions du Portrait sont une maison d'édition indépendante française, qui publie des ouvrages de fiction et de non-fiction. La maison a été fondée à Paris en 2013, et est dirigée par Rachèle Bevilacqua. 

## Description
Du féminisme (Gloria Steinem, Phyllis Chesler, Mary Catherine Bateson) à la culture afro-américaine (Toni Morrison, Kathleen Collins, James Baldwin, Eddie Glaude), en passant par l'antispécisme (Sunaura Taylor), la maison d’édition publie des autrices et des auteurs habités par la conviction que nous avons des outils pour construire un monde pour tous, malgré tout. La maison publie aussi une revue Portrait : Le monde en têtes.  
La maison défend le principe de l'écriture du portrait comme l'affirmation de la pensée d'un individu, capable de prendre des responsabilités et de toujours repenser ce que veut dire "faire société" car ce sont les individualités qui pensent le collectif. 

« Le portrait, c’est l’affirmation de la pensée d’un individu, de sa capacité à réfléchir, à prendre des responsabilités. »

Dans le cheminement intime de leur écriture (non fiction et fiction), les autrices et auteurs partagent ce qui leur a permis de penser leur relation à l'autre, de trouver les liens qui les relient à lui et au vivant en général. Ils ont décidé d’écrire pour partager leur expérience et l'envie de travailler à un monde citoyen.
En 2021, les Éditions du Portrait lancent la Petite Collection, qui propose des petits formats accompagnant la sortie des grands formats, ou faisant écho à la ligne éditorial de la maison. La même année, la maison lance son propre podcast « Portrait : Le monde en têtes », qui propose des interviews exclusives des auteurs, une lecture de passage de l'ouvrage et une réflexion autour d'une question soulevée par les livres dans un épisode bonus Le saviez-vous ?.

## Publications
- Actions scandaleuses et rébellions quotidiennes de Gloria Steinem
- Composer sa vie de Mary Catherine Bateson
- Braves bêtes de Sunaura Taylor
- Journal d'une femme noire de Kathleen Collins
- Happy Family de Kathleen Collins
- Ici recommence l'Amérique d'Eddie S. Glaude Jr.
- Lettres aux jeunes féministes de Phyllis Chesler
- Carson McCullers et moi de Jen Shapland
- La fureur de vivre de Lauren Hough
- La banalité du bien. L'histoire de Giorgio Perlasca d'Enrico Deaglio
- Jeunes femmes pleines de promesses de Suzanne Scanlon
- Cosmopolite de Stefan Zweig
- Contre vents et marées, l'histoire extraordinaire de Nellie Bly de Nicola Attadio

### Dans "La petite collection"
- La dernière interview de James Baldwin de Quincy Troupe
- Après le Black Power, la libération des femmes de Gloria Steinem
- Discours de réception du prix Nobel de littérature de Toni Morrison
- Monsieur le président d'Erica Jong
- Les filles de la passion de Julia O'Faolain
- Cible mouvante de Suzanne Scanlon